# Capella Bydgostiensis

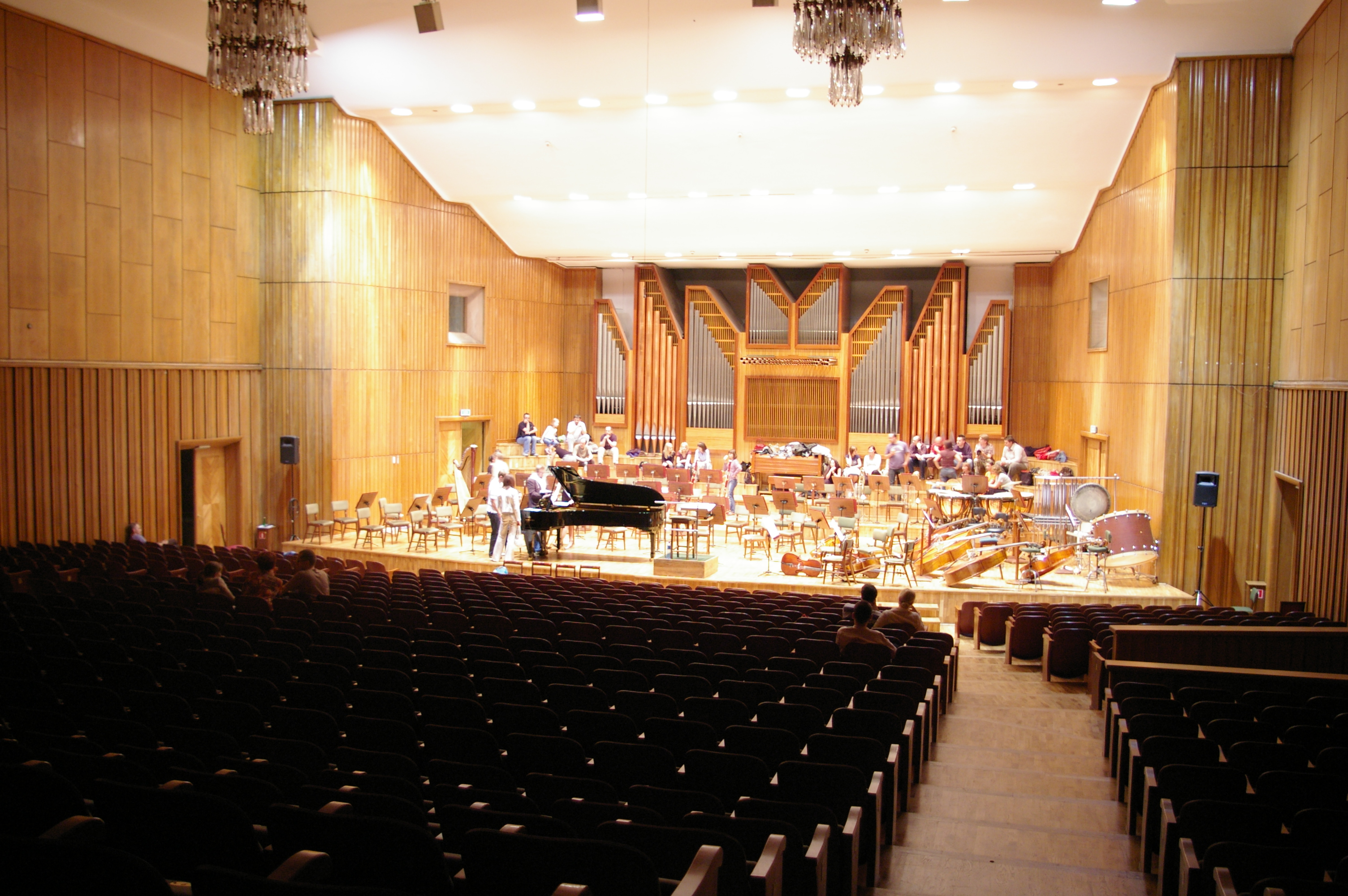
Sala koncertowa Filharmonii Pomorskiej

Capella Bydgostiensis – zaliczana do czołowych polskich orkiestr kameralnych, prowadząca działalność od 1962 roku. 

## Historia
Protoplastą Capelli Bydgostiensis był Zespół Muzyki Dawnej (1960), w którym muzycy z Orkiestry Symfonicznej Filharmonii Pomorskiej grali na oryginalnych dawnych instrumentach, zakupionych i skompletowanych przez dyrektora Andrzeja Szwalbe. Ideą powstania zespołu było propagowanie dawnej muzyki polskiej w kraju i za granicą, w możliwie najbardziej autentycznym kształcie.
W 1962 r. z inicjatywy dyrektora Filharmonii Pomorskiej – Andrzeja Szwalbe zespół usamodzielniono i przekształcono w grupę muzyków, skoncentrowanych wyłącznie na muzyce dawnej, co było warunkiem osiągnięcia europejskiego poziomu. Początkowo nosił nazwę Capella Bydgostiensis Pro Musica Antiqua. Przez cały czas jest etatowym zespołem Filharmonii Pomorskiej im. Ignacego Jana Paderewskiego w Bydgoszczy. Kierownictwo artystyczne Capelli Bydgostiensis sprawowali: Stanisław Gałoński (1962-1970), Włodzimierz Szymański, Karol Teutsch, Daniel Stabrawa, José Maria Florêncio, a obecnie z kameralistami stale współpracuje Kai Bumann jako szef artystyczny Filharmonii Pomorskiej.
Początkowo w skład zespołu wchodziły: etatowy Oktet Madrygalistów, Zespół Instrumentalny Muzyki Dawnej i Bydgoski Chór Chłopięco-Męski pod dyrekcją Józefa Radwana. Pierwszy występ Capelli Bydgostiensis w ówczesnym składzie odbył się 28 lutego 1962 roku w sali kameralnej Filharmonii Pomorskiej w Bydgoszczy. Repertuar Capelli Bydgostiensis był bardzo różnorodny - od muzyki średniowiecza do awangardy współczesnej. Śpiewacy z oktetu madrygalistów występowali jako soliści w kantatach i oratoriach, bądź jako zespół a capella w repertuarze madrygałowym, często wykonując też utwory z towarzyszeniem dawnych instrumentów. Każdy muzyk z orkiestry grał na kilku instrumentach, zarówno dawnych, jak też współczesnych. 
Zespół odniósł w krótkim czasie duże sukcesy w kraju i za granicą. Stał się wizytówką Filharmonii Pomorskiej. Był znanym i wysoko cenionym przez specjalistów; zapraszanym na festiwale krajowe i zagraniczne, do audycji telewizyjnych i archiwalnych nagrań radiowych. Stał się bohaterem kilku filmów. Nagrywał systematycznie płyty, głównie z muzyką dawną. W latach 60. i 70. często prezentowano zespół w zabytkowych wnętrzach regionu, kraju, a także poza granicami. Wzbudził zainteresowanie polskich kompozytorów współczesnych, którzy dedykowali zespołowi specjalnie napisane dla „Capelli” dzieła (R. Twardowski, Z. Bargielski, J. Bruzdowicz, B. Matuszczak). Grał prestiżowe koncerty i uczestniczył w dużej liczbie imprez dla różnych środowisk w regionie kujawsko-pomorskim. Występował tradycyjnie na wszystkich festiwalach muzycznych organizowanych przez bydgoską Filharmonię, przede wszystkim na festiwalach Musica Antiqua Europae Orientalis.  
Wśród filmów nakręconych z udziałem „Capelli Bydgostiensis” znalazły się takie dzieła jak: „Motet na Ratusz Toruński” w reż. J. Bochenka, „Rzeźba nagrobna Wita Stwosza” i „Dawne miasta na Pomorzu”. Wśród płyt wydanych przez Polskie Nagrania i Veriton dorobkiem zespołu są m.in.: „Muzyka na Zamku Wawelskim”, „U źródeł muzyki polskiej”, „Completorium” G.G. Gorczyckiego, „Muzyka prawosławna a współczesność”, „Koncerty klawesynowe J.S. Bacha”, „Musica Aetatis Copernicae”, „Compositori Italiani in Polonia”, „Pieśni wielkopostne” i inne.

## Charakterystyka
Wśród gościnnych dyrygentów i solistów zespołu są m.in.: Bernard Chmielarz, Paul Esswood, Roman Jabłoński, Krzysztof Jakowicz, Gary Karr, Wieland Kuijken, Konstanty Andrzej Kulka, George Malcolm, Waldemar Malicki, Krzysztof Meisinger, Piotr Pławner, Ewa Pobłocka, Ewa Podleś, Paweł Przytocki, Jan Stanienda, Tomasz Tomaszewski, Takao Ukigaya czy Wanda Wiłkomirska. Orkiestra występuje regularnie na najbardziej znaczących estradach Polski i Europy, w salach tak prestiżowych, jak: Filharmonia Narodowa w Warszawie, Konserwatorium im. Piotra Czajkowskiego w Moskwie, Schauspielhaus w Berlinie, Schloss Mirabell w Salzburgu, Pałac Królewski w Sztokholmie, El Escorial w Hiszpanii, w sali Radia Holenderskiego w Utrechcie, na Zamku Królewskim w Warszawie, w Auli Leopoldinum we Wrocławiu oraz w Filharmonii Lwowskiej, gdzie wystąpiła na IX Międzynarodowym Festiwalu Muzycznym "Wirtuozi". Jednym z ważniejszych przedsięwzięć ostatnich lat było kilkutygodniowe tournée orkiestry w Brazylii w latach 2010, 2011 i 2012, które objęło wiele koncertów m.in. w takich miastach, jak: Rio de Janeiro, São Bernardo do Campo, São Paulo, Vitória, São Josèdos Campos, Diadema, Atibaia, Piracicaba, Pedra Azul. Występy kameralistów bydgoskich zostały przyjęte entuzjastycznie zarówno przez słuchaczy, jak i krytykę. Orkiestra brała udział w licznych prawykonaniach utworów, m.in. specjalnie jej dedykowanych jak Beetholvena Cunha Suite Brasileira, którą zagrała pod batutą José Maria Florência. W 2014 roku orkiestra wystąpiła w Filharmonii Berlińskiej wraz z Krzysztofem Meisingerem w podwójnej roli – dyrygenta i gitarzysty. Zróżnicowany repertuar Orkiestry obejmuje różne epoki i style muzyczne - od baroku po współczesność. 
Capella Bydgostiensis ma na swoim koncie nagrania radiowe i telewizyjne oraz płytowe. Ostatnio w 2012 r. nagrała CD (DUX) pod dyrekcją José M. Florência, z udziałem brazylijskiej skrzypaczki Marii F. Krug. Z okazji obchodzonego w 2013 roku jubileuszu 60-lecia Filharmonii Pomorskiej w następnym roku ukazały się dwie nowe płyty zespołu: Ave Maria z pieśniami autorstwa dziesięciu kompozytorów różnych epok, zrealizowana ze znakomitą sopranistką Barbarą Kubiak, oraz album Grażyna Bacewicz: Symphony for String Orchestra (Ewa Kupiec – fortepian, Mariusz Smolij – dyrygent). To CD, nagrane dla cenionej i znanej na całym w świecie wytwórni Naxos, otrzymało w 2015 r. nagrodę Fryderyk w kategorii najlepszy album polski za granicą. W tym samym roku bydgoscy kameraliści wystąpili w koncercie na 200-lecie Singakademie Frankfurt (Oder) w Konzerthalle C.Ph.E. Bach we Frankfurcie nad Odrą.
W 2017 r. Capella Bydgostiensis obchodziła jubileusz 55-lecia. Zespół otrzymał od Marszałka Województwa Kujawsko-Pomorskiego – Medal Unitas Durat Palatinatus Cuiaviano-Pomeraniensis oraz nagrodę za całokształt działalności. Z okazji rocznicy CB nagrała płytę pod batutą Kaia Bumanna i z udziałem sopranistki Heleny Bregar, na której znalazły się największe hity muzyki baroku i klasycyzmu.
W 2018 r.  z okazji 37. rocznicy Bydgoskiego Marca 1981 orkiestra wraz z plejadą artystów polskiej estrady wykonała w sali FP Kolędę Nockę E. Brylla i W. Trzcińskiego w autorskich aranżacjach Adama Lemańczyka. Z udziałem tego znakomitego aranżera Capella Bydgostienis zaprezentowała również programy pt. Dziewczyna Bonda czy Piosenki Marii Czubaszek.